# Bolbec Castle
Bolbec Castle eller Bolebec Castle var en middelalderborg bygget under anarkiet i landsbyen Whitchurch i Buckinghamshire i England.

## Historie
Hugh II de Bolbec, Lord af Whitchurch fik opført en illegal motte-and-baileyfæstning under anarkiet i 1147, og opførslen (eller opførelsen) blev kritiseret af Pave Eugenius 3.
Den har sandsynligvis haft et keep bygget i sten, og de dybe forsvarsværker på motten har forbedret de naturlige forsvarslinjer. Den trekantede bailey er nu delt fra motten af Castle Lane.
Oliver Cromwell var ansvarlig for, at borgen blev redet (eller revet) ned efter den engelske borgerkrig (1642–51), og i dag er kun jordvoldene tilbage. De er et scheduled monument.